# Otto Grüneberg
Otto Grüneberg (* 7. Februar 1908 in Charlottenburg; † 1. Februar 1931 in Berlin-Charlottenburg) war ein deutscher Antifaschist und Opfer des Charlottenburger SA-Sturms 33.

## Leben

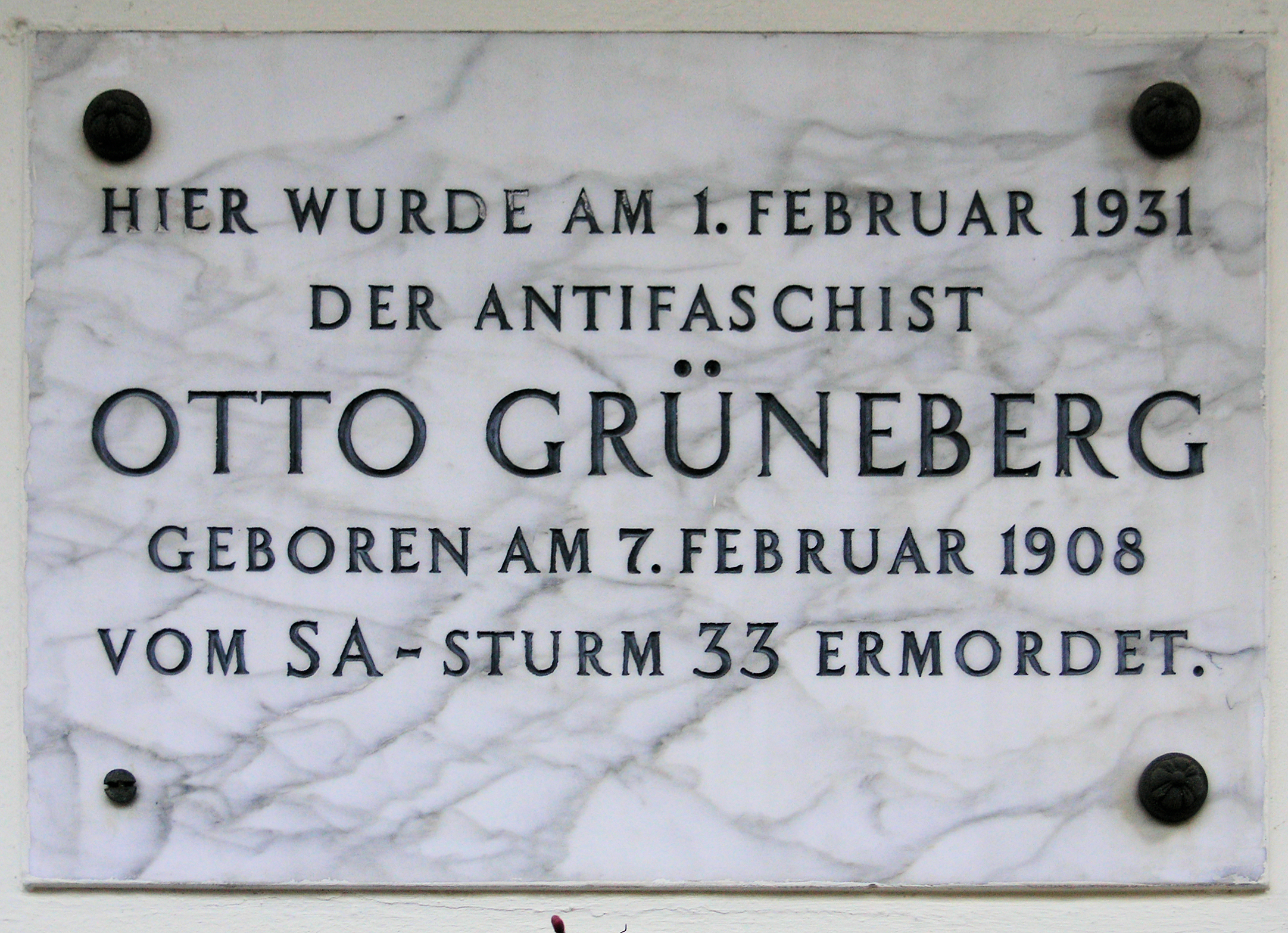
Gedenktafel Schloßstraße 22

Otto Grüneberg war Mitglied der „Roten Jungfront“ in Charlottenburg, der kommunistischen Jugendorganisation des Roten Frontkämpferbundes. Er engagierte sich in einer der Häuserschutzstaffeln, die ursprünglich zum Schutz der Mieter vor behördlichen Maßnahmen wie Zwangsräumungen gegründet worden waren, in seinem als „Rotem Kiez“ bekannten Wohngebiet. Durch die Brutalisierung der politischen Kämpfe bestand die Hauptaufgabe der Häuserschutzstaffeln ab etwa 1930 im Schutz der Anwohner vor Angriffen der SA. Grüneberg gehörte ebenfalls der Roten Hilfe an und war Mitglied der Internationalen Arbeiterhilfe (IAH). Zudem war er Mitglied der Jiu-Jitsu-Abteilung des Arbeitersportvereins „Libertas“. Am Abend des 1. Februar 1931 kam er von einer Versammlung der IAH, traf an der Ecke Schloßstraße/Hebbelstraße auf den als „Mord-Sturm“ berüchtigten Charlottenburger SA-Sturm 33 und geriet von allen Seiten unter Beschuss. Kurz darauf verstarb er in der Gaststätte „Wascher“ (heute „Kastanie“) im Erdgeschoss seines Wohnhauses in der Schloßstraße 22.
Grüneberg hatte in der Woche vor seiner Ermordung Drohbriefe erhalten. Der Grund: Er sollte als Zeuge in einem Prozess gegen Nationalsozialisten aussagen, die wenige Tage zuvor den Arbeiter Max Schirmer durch Messerstiche so verwundet hatten, dass er nach zwei Tagen starb.
Nach Angaben der KPD-Zeitung Die Rote Fahne vom 7. Februar 1931 kamen „zehntausende“ Berlinerinnen und Berliner zur Beerdigung, um so auch gegen den Terror der SA zu protestieren. In der Zeitung Berlin am Morgen vom 7. Februar 1931 war dagegen von 8.000 bis 10.000 Teilnehmern zu lesen.
Der Hauptangeklagte im Prozess zum Mord an Otto Grüneberg, Paul Foyer, wurde zu fünf Jahren und vier Monaten Haft verurteilt, zwei andere erhielten geringere Strafen. Ein weiterer Angeklagter wurde freigesprochen. Die Verurteilten wurden jedoch schon nach 10 Monaten wieder freigelassen.

## Ehrungen
Grüneberg gilt als eines der ersten politischen Opfer eines SA-Sturms. Außer der Gedenktafel vor der „Kastanie“ (Schloßstraße 22) erinnert seit 9. November 1989 der als Privatstraße eingestufte Otto-Grüneberg-Weg zwischen Schloß- und Hebbelstraße an ihn.
Jan Petersen setzte Otto Grüneberg mit dem Roman Unsere Straße ein literarisches Denkmal. Der 1936 in Bern publizierte Roman wurde in 12 Sprachen übersetzt.